# ディスコテック
「ディスコテック」（Discothèque)は、U2の1997年アルバム『Pop』に収録されている曲で、シングルカットされた。

## 概要
賛否両論渦巻いたディスコ調の曲。愛の不可解性がテーマらしい。『U2 By U2』でボノが「いい詞があって、アイデアが大きければ十分というわけじゃない。メロディや音楽的な立ち位置がよくなければ、スピーカーズ・コーナーで演説しているようになってしまう」と発言していることからして、出来には不満のようだ。またU2の曲で初めてリリース前にインターネットに漏れた曲であり、現時点で日本で1番売れたU2のシングルでもある。
FreeformというDJが1995年にリリースした「Fine」という曲をサンプリングしている。
シングルは数種類リリースされ、多数のリミックスが収録された。
なお大のU2ファンだったFoo Fightersのテイラー・ホーキンスはこの曲のPVを観た時、激昂したらしい。

## 収録曲

### Version 1 CD（日本盤）
1. Discothèque
2. Holy Joe (Grange Mix)
3. Holy Joe (Guilty Mix)

### Version 2 CD（日本盤）
1. DM Deep Club Mix
2. Howie B, Hairy B Mix
3. Hexidecimal Mix
4. DM Tec Radio Mix

### Version 3 Vinyl（UK盤）
1. DM Deep Extended Club Mix
2. DM Deep Beats Mix
3. DM Tec Radio Mix
4. DM Tec Instrumental Mix
5. David Holmes Mix
6. Howie B, Hairy B Mix
7. Hexidecimal Mix

### Version 4 Vinyl（UK盤）
1. Discothèque (12" Version)
2. Holy Joe (Grange Mix)

## PV
- 監督：ステファン･セドゥナウィ
- プロデューサー：エレン・ジャコブソン
- プロダクション：Propaganda Films Ltd.
- 編集：ヴェロニカ・レバラ、リチャード・オリック
- D.O.P.：スティーブ・キース・ローチ
- ロケ地：Pinewood Studios（ロンドン）
- 撮影日：1996年12月
- リリース日：1996年1月9日

### Hexidecimal Mix
- 監督：ジョン・ブランド
- ロケ地：Pinewood Studios（ロンドン）
- 撮影日：1996年2月3日
- リリース日：1996年2月3日

### DM Deep Club Edit
- 監督：ジョン・ブランド
  - ロケ地：Pinewood Studios（ロンドン）
  - 撮影日：1996年12月
  - リリース日：1996年2月

## アウトアピアランス
- Club Mix 97 2 (1997) - Polygram TVによるコンピに「Discothèque (DM Deep Extended Club Mix)」を提供。「DM Deep Extended Club Mix」のショートヴァージョンでイントロと最後の数小節がカットされている。このアルバムはUKで「Discothèque」がリリースされた2週間後、Popのリリースの2週間前にリリースされ、全英チャートで3位を記録した。リミックスを手掛けているのはSt. Peter and Heavenという兄妹DJで、Polygramからリリースされる曲を多数リミックスしている。
- Zoo Magazine CD Sampler 06 (1997) - Zoo Magazineというデンマークの音楽雑誌の1997年4月号の付録に「Discothèque (David Holmes Mix)」を提供。リミックスを手掛けているのはデビッド・ホルムスという北アイルランドのミュージック・コンポーザーで、このリミックスヴァージョンは「Discothèque」の12インチレコード、「The Complete U2」に収録されているが、CDで聴けるのはここだけである。
- Much Dance 1997 / Danse Plus 1997 - Much Musicというカナダのラジオ局がリリースしたコンピ。CDは英語圏ヴァージョンとフランス語圏ヴァージョンの二種類あって、後者のタイトルは『Danse Plus 1997』。U2は「Discothèque (Hexidecimal Mix Edit II)」を提供している。「Discothèque」のシングルに収録されているオリジナルヴァージョンより一分九秒短い。

Now 36 (1997) - Nowシリーズ。

## リミックス
- DM Deep Club Mix (1997)

by David Morales （「Discothèque」収録）
- Howie B, Hairy B Mix (1997)

by Howie B (「Discothèque」「Artificial Horizon」「The Best of 1990–2000」収録)
- Hexidecimal mix (1997)

by  Steve Osborne （「Discothèque」収録）
- DM Tec Radio Mix (1997)

by David Morales, Satoshi Tomiie （「Discothèque」収録）
- DM Deep Extended Club Mix (1997)

by David Morales, Satoshi Tomiie （「Discothèque」収録）
- DM Deep Beats Mix (1997)

by David Morales, Satoshi Tomiie （「Discothèque」収録）
- DM Tec Instrumental Mix (1997)

by David Morales, Satoshi Tomiie （「Discothèque」収録）
- David Holmes Mix (1997)

by  David Holmes （「Discothèque」収録）

## カバー
- Fork（2010） - フィンランドのパフォーマンスグループがライブでカバーしている。

## B面曲

### Holy Joe
「Garage mix」と「Guilty mix」の2種類ある。1997年2月12日、マンハッタンのKマートでPopmartの日程を発表した際、演奏された。「Miami」や「The Playboy Mansion」の代わりにアルバムに収録したほうがよかったというのが、ローリングストーン誌の評。

## 評価
- 1997年スタジオ・ブリュッセル（ベルギー）年間ベストシングル第27位[4]